# 武井龍三プロダクション
武井龍三プロダクション（たけいりゅうぞうプロダクション、1929年2月 設立 - 解散）は、かつて京都に存在した映画会社である。1928年（昭和2年）4月にマキノ・プロダクションを片岡千恵蔵、嵐寛寿郎とともに脱退した俳優武井龍三がその翌年に設立したスタープロダクションであり、貸しスタジオの双ヶ丘撮影所で4本のサイレント映画を製作した。略称武井プロ。

## 略歴・概要

### 前史
1924年（大正13年）に東亜キネマとの合併前のマキノ映画製作所等持院撮影所に入社、同年7月の合併を経て、翌1925年（大正14年）6月の牧野省三の再独立にあたって、新設のマキノ・プロダクション御室撮影所に移った武井龍三は、同年9月、金森万象監督・寿々喜多呂九平オリジナル脚本の『奇傑鬼鹿毛』全3篇の主役に抜擢されてデビューしたが、1928年（昭和3年）4月の片岡千恵蔵、嵐寛寿郎、山口俊雄、中根龍太郎、市川小文治、山本礼三郎らスター俳優の集団退社のさいに、ともに退社した。
その背景には、山崎徳次郎による「日本活動常設館館主連盟映画配給本社」の設立、マキノを退社した河合広始と田中十三による京都・双ヶ丘の貸しスタジオ「日本キネマ撮影所」（双ヶ丘撮影所）の設立があり、5月に設立された「片岡千恵蔵プロダクション」（千恵プロ）に武井は入社した。先陣を切って同年5月16日に双ヶ丘撮影所でクランクインした千恵プロ作品『天下太平記』に、市川小文治らとともに出演、同作は同年6月15日に「館主連盟」の配給で公開された。
7月末で「館主連盟」が崩壊、嵐寛寿郎プロダクション（第1次寛プロ）らはみな撤退、俳優も監督も、マキノ以外のメジャー撮影所や舞台演劇に散っていったが、千恵プロは同年内に6本を撮り、年明け1929年（昭和4年）には嵯峨野に撮影所を建設する。千恵プロ製作の合計9本に出演した武井は、同年2月、同社を退社、設立したのがこの「武井龍三プロダクション」（武井プロ）である。

### 設立と終焉
「武井プロ」は、同1929年に河合・田中の双ヶ丘撮影所に設立され、『金剛呪文 前篇』、『金剛呪文 後篇』、『仇討六軒長屋』（『仇討双人録』）、『しぐれ地獄』の4本のサイレント映画を製作、いずれも失敗に終わる。双ヶ丘撮影所は「武井プロ」の終焉をもって、しばらく閉鎖されることになる。武井は地方巡業を経て、翌1930年（昭和5年）6月、市川右太衛門プロダクションに入社することになる。

## フィルモグラフィ
1929年 - 4本
- 仇討六軒長屋（仇討双人録）　監督双ヶ丘孝、脚本不明、撮影野口進、主演武井龍三、共演不明
- 金剛呪文 前篇　監督双ヶ丘孝、脚本山中峯太郎、撮影野口進、主演武井龍三、共演巴蝶子、月岡猛
- 金剛呪文 後篇　監督双ヶ丘孝、脚本山中峯太郎、撮影野口進、主演武井龍三、共演近松英三郎、千代田綾子
- しぐれ地獄　監督双ヶ丘孝、脚本不明、撮影野口進、主演武井龍三、共演不明

## 関連事項
- マキノ・プロダクション （牧野省三）
- 日本キネマ撮影所 （河合広始、田中十三）
- 日本映画プロダクション連盟
  - 片岡千恵蔵プロダクション （片岡千恵蔵）
  - 嵐寛寿郎プロダクション （嵐寛寿郎）
  - 中根龍太郎喜劇プロダクション （中根龍太郎）
  - 山口俊雄プロダクション （山口俊雄 (新派俳優)）
  - 市川小文治歌舞伎映画プロダクション （市川小文治）
  - 山本礼三郎プロダクション （山本礼三郎）
- 武井龍三

## 註
1. 1 2 3 4  『日本映画俳優全集・男優編』（キネマ旬報社、1979年）の「武井龍三」の項（p.333-334）を参照。同項執筆は岡部龍・奥田久司。
2. 1 2  立命館大学衣笠キャンパスの「マキノ・プロジェクト」サイト内の「双ヶ丘撮影所」の記述を参照。
3. 1 2 3  『日本映画俳優全集・男優編』（キネマ旬報社、1979年）の「片岡千恵蔵」の項（p.144-148）を参照。同項執筆は滝沢一。